# 10560 Michinari
10560 Michinari este un asteroid din centura principală de asteroizi.

## Descriere
10560 Michinari este un asteroid din centura principală de asteroizi. A fost descoperit pe 8 octombrie 1993 la Kitami de Kin Endate și Kazuro Watanabe. Asteroidul prezintă o orbită caracterizată de o semiaxă mare de 2,35 ua, o excentricitate de 0,13 și o înclinație de 3,6° în raport cu ecliptica.